# Wojciech Gruszecki
Wojciech Gruszecki (ur. 23 maja 1936 w Gdyni, zm. 4 września 2006 w Berlinie) – polski inżynier, nauczyciel akademicki, działacz opozycji w okresie PRL, sygnatariusz gdańskich porozumień sierpniowych.

## Życiorys
Ukończył w 1959 studia na Wydziale Chemii Politechniki Gdańskiej, w 1967 doktoryzował się w Instytucie Chemii Organicznej Polskiej Akademii Nauk. Krótko pracował jako asystent w sopockiej Wyższej Szkole Ekonomicznej oraz jako rybak na statkach Dalmoru. Po obronie doktoratu od 1967 do 1981 był pracownikiem naukowym Politechniki Gdańskiej. W sierpniu 1980 brał udział w organizowaniu strajku na uczelni. Został delegatem i członkiem prezydium uformowanego w Stoczni Gdańskiej Międzyzakładowego Komitetu Strajkowego. Od września 1980 należał do „Solidarności”, był wiceprzewodniczącym komisji zakładowej na PG, a także delegatem na I Krajowy Zjazd Delegatów. 13 grudnia 1981, w dniu wprowadzania stanu wojennego, przebywał w Berlinie Zachodnim. Pozostał od tego czasu na emigracji, zmarł w Niemczech w 2006.
Odznaczony pośmiertnie Krzyżem Oficerskim Orderu Odrodzenia Polski (2006). Wyróżniony tytułem honorowego obywatela Gdańska (2000).